# Frank Wykoff
Frank Clifford Wyckoff, ameriški atlet, * 29. oktober 1909, Des Moines, Iowa, ZDA, † 1. januar 1980, Altadena, Kalifornija, ZDA.
Wyckoff je nastopil na poletnih olimpijskih igrah v letih 1928 v Amsterdamu, 1932 v Los Angelesu in 1936 v Berlinu. Kot edini atlet je osvojil tri zaporedne naslove olimpijskega prvaka v štafeti 4×100 m. V letih 1928 in 1936 je nastopil tudi v teku na 100 m, kjer je obakrat zasedel četrto mesto.